# Sara Gómez (actriz)
Sara Gómez Alonso (Cáceres, España; 30 de diciembre de 1985) es una actriz española conocida por sus papeles en series como Bicho malo (nunca muere), Tierra de lobos o Gym Tony.

## Carrera
Nacida en Cáceres, desde pequeña vive en Madrid. Comenzó en el mundo de la interpretación con tan solo 10 años con la obra de teatro La fina y la basta. Desde entonces no ha dejado de trabajar en teatro: Yerma, Arsénico y encaje antiguo,  Es mi hombre, La dama del alba, La casa de Bernarda Alba...
Con 20 años, empezó a compaginar el teatro con el cine y la televisión, con personajes fijos en series como: Bicho malo (nunca muere) (Neox), Los Quién (Antena 3), Tierra de lobos (Telecinco), Gym Tony (Cuatro). También ha trabajado en películas como Fuga de cerebros u Omnívoros.
En 2015 se incorpora a la tercera temporada de la serie Gym Tony dando vida a Mayka, una recepcionista y relaciones públicas muy atractiva pero extremadamente ingenua.
En 2017 continúa en el reparto de la serie Gym Tony LC dando vida a Mayka, compaginándolo con la obra de teatro 'Suceso en el congreso' en el Teatro Reina Victoria de Madrid.

## Filmografía

### Televisión
| Año       | Título                      | Personaje     | Cadena    | Episodios     |
| --------- | --------------------------- | ------------- | --------- | ------------- |
| 2009      | Bicho malo (nunca muere)    | Vanesa        | Neox      | 63 episodios  |
| 2009      | ¡A ver si llego!            | Felisa        | Telecinco | 10 episodios  |
| 2010      | Tierra de lobos             | Victoria      | Telecinco | 12 episodios  |
| 2011      | Los Quién                   | Rosa          | Antena 3  | 1 episodio    |
| 2015-2016 | Gym Tony                    | Mayka Vega    | Cuatro    | 169 episodios |
| 2016      | El Caso: Crónica de sucesos | Luisa Arteaga | La 1      | 3 episodios   |
| 2017      | Gym Tony LC                 | Mayka Vega    | FDF       | 60 episodios  |
| 2017      | Perdóname, Señor            | Prostituta    | Telecinco | 1 episodio    |
| 2020      | Servir y proteger           | Lucía Sanchís | La 1      | 6 episodios   |
| 2020      | Benidorm                    | Prostituta    | Antena 3  | 1 episodio    |

### Largometrajes
- Fuga de cerebros, como la chica del perro. Dir. Fernando González Molina (2009)
- Omnívoros, como Carla. Dir. Óscar Rojo (2013)
- Fuera de foco, como Fanny. (2015)

### Cortometrajes
- Bucle (2013)
- La noche de San Juan, como Ella/Ginoide. (2013)
- Molinillos, reparto. (2013)

## Premios
- Premio a Mejor Actriz Protagonista con El perro del hortelano de 300 Pistolas, en el Certamen Nacional de Teatro Garnacha de Rioja 2012.
- Premio mejor actriz secundaria de la comunidad de Madrid con tan solo 17 años en la obra  Es mi hombre.